# Margaret Court
Margaret Jean Court (Albury, 16 de julio de 1942), también conocida como Margaret Smith Court, es una exjugadora de tenis australiana. Es considerada una de las tenistas más grandes de la historia tras haber sido una de las personas, junto a Novak Djokovic, en lograr 24 títulos individuales de Grand Slam.
Court ha ganado 24 títulos individuales en torneos Grand Slam, siendo el mayor número de toda la historia del tenis. Es una de las tres jugadoras en ganar todos los torneos de Grand Slam en todas las modalidades, aunque la única en lograrlo tanto antes de la era abierta como después de esta. También es la única que ha ganado el Grand Slam en un año tres veces, dos en doble mixto (1963 y 1965) y una en individuales (1970). En dicha clase de torneos, ha ganado: 24 en individuales, 11 Abiertos de Australia —7 de esos consecutivos—, 5 Roland Garros, 3 Wimbledon y 5 US Open; 19 en dobles femenino —8 Abiertos de Australia, 4 Roland Garros, 2 Wimbledon y 5 US Open—; y 21 en dobles mixto —Abiertos de Australia 4, Roland Garros 4, Wimbledon 5 y US Open 8—, siendo la máxima ganadora de torneos de esa clase con 64. Adicionalmente, es la más ganadora del Abierto australiano con 11 títulos.
Educada en la fe católica, Court se unió al pentecostalismo en los años 1970, llegando a ser ministra de esta tradición en 1991. Más tarde fundó Margaret Court Ministries. Ha sido objeto de controversias debido a sus puntos de vista ultraconservadores sobre la homosexualidad y el matrimonio entre personas del mismo sexo.

## Grand Slam
Court jugó 29 finales de Grand Slam, en las que enfrentó a 11 rivales; Jan Lehane O'Neill, Lesley Turner Bowrey, Maria Bueno, Darlene Hard, Billie Jean, Nancy Richey, Kerry Reid, Helga Niessen, Rosemary Casals, Evonne Googalong, Chris Evert.

### Victorias (24)
| Año  | Campeonato                | Oponente en la Final    | Resultado         |
| 1960 | Abierto de Australia      | Jan Lehane O'Neill      | 7–5, 6–2          |
| 1961 | Abierto de Australia (2)  | Jan Lehane O'Neill      | 6–1, 6–4          |
| 1962 | Abierto de Australia (3)  | Jan Lehane O'Neill      | 6–0, 6–2          |
| 1962 | Roland Garros             | Lesley Turner Bowrey    | 6–3, 3–6, 7–5     |
| 1962 | Abierto de EE. UU.        | Darlene Hard            | 9–7, 6–4          |
| 1963 | Abierto de Australia (4)  | Jan Lehane O'Neill      | 6–2, 6–2          |
| 1963 | Wimbledon                 | Billie Jean King        | 6–3, 6–4          |
| 1964 | Abierto de Australia (5)  | Lesley Turner Bowrey    | 6–3, 6–2          |
| 1964 | Roland Garros (2)         | Maria Bueno             | 5–7, 6–1, 6–2     |
| 1965 | Abierto de Australia (6)  | Maria Bueno             | 5–7, 6–4, 5–2 ret |
| 1965 | Wimbledon (2)             | Maria Bueno             | 6–4, 7–5          |
| 1965 | Abierto de EE. UU. (2)    | Billie Jean King        | 8–6, 7–5          |
| 1966 | Abierto de Australia (7)  | Nancy Richey Gunter     | abandono          |
| 1969 | Abierto de Australia (8)  | Billie Jean King        | 6–4, 6–1          |
| 1969 | Roland Garros (3)         | Ann Haydon-Jones        | 6–1, 4–6, 6–3     |
| 1969 | Abierto de EE. UU. (3)    | Nancy Richey Gunter     | 6–2, 6–2          |
| 1970 | Abierto de Australia (9)  | Kerry Melville Reid     | 6–1, 6–3          |
| 1970 | Roland Garros (4)         | Helga Niessen Masthoff  | 6–2, 6–4          |
| 1970 | Wimbledon (3)             | Billie Jean King        | 14–12, 11–9       |
| 1970 | Abierto de EE. UU. (4)    | Rosemary Casals         | 6–2, 2–6, 6–1     |
| 1971 | Abierto de Australia (10) | Evonne Goolagong Cawley | 2–6, 7–6, 7–5     |
| 1973 | Abierto de Australia (11) | Evonne Goolagong Cawley | 6–4, 7–5          |
| 1973 | Roland Garros (5)         | Chris Evert             | 6–7, 7–6, 6–4     |
| 1973 | Abierto de EE. UU. (5)    | Evonne Goolagong Cawley | 7–6, 5–7, 6–2     |

### Finalista (5)
| Año  | Campeonato           | Oponente en la Final    | Resultado     |
| 1963 | Abierto de EE. UU.   | Maria Bueno             | 7-5, 6-4      |
| 1964 | Wimbledon            | Maria Bueno             | 6-4, 7-9, 6-3 |
| 1965 | Roland Garros        | Lesley Turner Bowrey    | 6-3, 6-4      |
| 1968 | Abierto de Australia | Billie Jean King        | 6-1, 6-2      |
| 1971 | Wimbledon            | Evonne Goolagong Cawley | 6-4, 6-1      |

## Grand Slam dobles

### Ganados (19)
| Año  | Campeonato                | Pareja                  | Oponentes en la final                   | Resultado      |
| 1961 | Abierto de Australia      | Mary Carter Reitano     | Mary Bevis Hawton Jan Lehane O'Neill    | 6-4, 3-6, 7-5  |
| 1962 | Abierto de Australia      | Robbyn Ebbern           | Darlene Hard Mary Carter Reitano        | 6-4, 6-4       |
| 1963 | Abierto de Australia      | Robbyn Ebbern           | Jan Lehane O'Neill Lesley Turner Bowrey | 6-1, 6-3       |
| 1963 | Abierto de Estados Unidos | Robbyn Ebbern           | Maria Bueno Darlene Hard                | 4-6, 10-8, 6-3 |
| 1964 | Roland Garros             | Lesley Turner Bowrey    | Norma Baylon Helga Schultze             | 6-3, 6-1       |
| 1964 | Wimbledon                 | Lesley Turner Bowrey    | Billie Jean King Karen Hantze Susman    | 7-5, 6-2       |
| 1965 | Abierto de Australia      | Lesley Turner Bowrey    | Robbyn Ebbern Billie Jean King          | 1-6, 6-2, 6-3  |
| 1965 | Roland Garros             | Lesley Turner Bowrey    | Francoise Durr Jeanine Lieffrig         | 6-3, 6-1       |
| 1966 | Roland Garros             | Judy Tegart Dalton      | Jill Blackman Fay Toyne                 | 4-6, 6-1, 6-1  |
| 1968 | Abierto de Estados Unidos | Maria Bueno             | Billie Jean King Rosemary Casals        | 4-6, 9-7, 8-6  |
| 1969 | Abierto de Australia      | Judy Tegart Dalton      | Rosemary Casals Billie Jean King        | 6-4, 6-4       |
| 1969 | Wimbledon                 | Judy Tegart Dalton      | Patricia Hogan Peggy Michel             | 9-7, 6-2       |
| 1970 | Abierto de Australia      | Judy Tegart Dalton      | Kerry Melville Reid Kerry Harris        | 6-3, 6-1       |
| 1970 | Abierto de Estados Unidos | Judy Tegart Dalton      | Rosemary Casals Virginia Wade           | 6-3, 6-4       |
| 1971 | Abierto de Australia      | Evonne Goolagong Cawley | Jill Emmerson Lesley Hunt               | 6-0, 6-0       |
| 1973 | Abierto de Australia      | Virginia Wade           | Kerry Harris Kerry Melville Reid        | 6-4, 6-4       |
| 1973 | Abierto de Estados Unidos | Virginia Wade           | Billie Jean King Rosemary Casals        | 3-6, 6-3, 7-5  |
| 1973 | Roland Garros             | Virginia Wade           | Francoise Durr Betty Stove              | 6-2, 6-3       |
| 1975 | Abierto de Estados Unidos | Virginia Wade           | Billie Jean King Rosemary Casals        | 7-5, 2-6, 7-6  |

### Finales (14)
| Año  | Campeonato                | Pareja                    | Oponentes en la final                          | Resultado     |
| 1960 | Abierto de Australia      | Lorraine Coghlan Robinson | Maria Bueno Christine Truman Janes             | 6-2, 5-7, 6-2 |
| 1961 | Wimbledon                 | Jan Lehane O'Neill        | Billie Jean King Karen Hantze Susman           | 6-3, 6-4      |
| 1962 | Roland Garros             | Justina Bricka            | Sandra Reynolds Price Renee Schuurman Haygarth | 6-4, 6-4      |
| 1963 | Roland Garros             | Robbyn Ebbern             | Ann Haydon Jones Renee Schuurman Haygarth      | 7-5, 6-4      |
| 1963 | Wimbledon                 | Robbyn Ebbern             | Maria Bueno Darlene Hard                       | 8-6, 9-7      |
| 1964 | Abierto de Australia      | Robbyn Ebbern             | Judy Tegart Dalton Lesley Turner Bowrey        | 6-4, 6-4      |
| 1964 | Abierto de Estados Unidos | Lesley Turner Bowrey      | Billie Jean King Karen Hantze Susman           | 3-6, 6-2, 6-4 |
| 1966 | Abierto de Australia      | Lesley Turner Bowrey      | Carole Caldwell Graebner Nancy Richey Gunter   | 6-4, 7-5      |
| 1966 | Wimbledon                 | Judy Tegart Dalton        | Maria Bueno Nancy Richey Gunter                | 6-3, 4-6, 6-4 |
| 1969 | Roland Garros             | Nancy Richey Gunter       | Ann Haydon Jones Francoise Durr                | 6-0, 4-6, 7-5 |
| 1969 | Abierto de Estados Unidos | Virginia Wade             | Francoise Durr Darlene Hard                    | 0-6, 6-4, 6-4 |
| 1971 | Wimbledon                 | Evonne Goolagong Cawley   | Billie Jean King Rosemary Casals               | 6-3, 6-2      |
| 1972 | Abierto de Estados Unidos | Virginia Wade             | Francoise Durr Betty Stove                     | 6-3, 1-6, 6-3 |
| 1975 | Abierto de Australia      | Olga Morozova             | Evonne Goolagong Cawley Peggy Michel           | 7-6, 7-6      |

## Grand Slam dobles mixto

### Ganados (21)
| Año  | Campeonato                | Pareja        | Oponentes en la final                    | Resultado                                           |
| 1961 | Abierto de Estados Unidos | Robert Mark   | Dennis Ralston Darlene Hard              | 3-6, 6-2, 6-4                                       |
| 1962 | Abierto de Estados Unidos | Fred Stolle   | Frank Froehling III Lesley Turner Bowrey | 0-6, 6-4, 6-4                                       |
| 1963 | Abierto de Australia      | Ken Fletcher  | Fred Stolle Lesley Turner Bowrey         | 6-4, 6-4                                            |
| 1963 | Roland Garros             | Ken Fletcher  | Fred Stolle Lesley Turner Bowrey         | 6-1, 6-2                                            |
| 1963 | Wimbledon                 | Ken Fletcher  | Bob Hewitt Darlene Hard                  | 11-9, 6-4                                           |
| 1963 | Abierto de Estados Unidos | Ken Fletcher  | Ed Rubinoff Judy Tegart Dalton           | 0-6, 6-4, 6-4                                       |
| 1964 | Abierto de Australia      | Ken Fletcher  | Mike Sangster Jan Lehane O'Neill         | 6-4, 6-4                                            |
| 1964 | Roland Garros             | Ken Fletcher  | Fred Stolle Lesley Turner Bowrey         | 6-3, 4-6, 8-6                                       |
| 1964 | Abierto de Estados Unidos | John Newcombe | Ed Rubinoff Judy Tegart Dalton           | 0-6, 6-4, 6-4                                       |
| 1965 | Abierto de Australia      | John Newcombe | Owen Davidson Robbyn Ebbern              | Título de Campeonato compartido, final no disputada |
| 1965 | Roland Garros             | Ken Fletcher  | John Newcombe Maria Bueno                | 6-4, 6-4                                            |
| 1965 | Wimbledon                 | Ken Fletcher  | Tony Roche Judy Tegart Dalton            | 12-10, 6-3                                          |
| 1965 | Abierto de Estados Unidos | Fred Stolle   | Frank Froehling III Judy Tegart Dalton   | 0-6, 6-4, 6-4                                       |
| 1966 | Wimbledon                 | Ken Fletcher  | Dennis Ralston Billie Jean King          | 4-6, 6-3, 6-3                                       |
| 1968 | Wimbledon                 | Ken Fletcher  | Alex Metreveli Olga Morozova             | 6-1, 14-12                                          |
| 1969 | Abierto de Australia      | Marty Riessen | Fred Stolle Ann Haydon Jones             | Título de Campeonato compartido, final no disputada |
| 1969 | Roland Garros             | Marty Riessen | Jean Claude Barclay Francoise Durr       | 6-3, 6-2                                            |
| 1969 | Abierto de Estados Unidos | Marty Riessen | Dennis Ralston Francoise Durr            | 0-6, 6-4, 6-4                                       |
| 1970 | Abierto de Estados Unidos | Marty Riessen | Frew McMillan Judy Tegart Dalton         | 0-6, 6-4, 6-4                                       |
| 1972 | Abierto de Estados Unidos | Marty Riessen | Ilie Nastase Rosemary Casals             | 0-6, 6-4, 6-4                                       |
| 1975 | Wimbledon                 | Marty Riessen | Alan Stone Betty Stove                   | 6-4, 7-5                                            |

### Finalista (4)
| Año  | Campeonato                | Pareja        | Oponentes en la final            | Resultado       |
| 1964 | Wimbledon                 | Ken Fletcher  | Fred Stolle Lesley Turner Bowrey | 6-4, 6-4        |
| 1968 | Abierto de Australia      | Alan Stone    | Dick Crealy Billie Jean King     | abandono        |
| 1971 | Wimbledon                 | Marty Riessen | Owen Davidson Billie Jean King   | 3-6, 6-2, 15-13 |
| 1973 | Abierto de Estados Unidos | Marty Riessen | Owen Davidson Billie Jean King   | 6-3, 3-6, 7-6   |

## Grand Slam histórico

### Individuales
| Torneo           | 1959  | 1960  | 1961  | 1962  | 1963  | 1964  | 1965  | 1966  | 1967  | 1968  | 1969  | 1970  | 1971  | 1972  | 1973  | 1974  | 1975  | Participaciones |
| ---------------- | ----- | ----- | ----- | ----- | ----- | ----- | ----- | ----- | ----- | ----- | ----- | ----- | ----- | ----- | ----- | ----- | ----- | --------------- |
| Ab. de Australia | 2R    | G     | G     | G     | G     | G     | G     | G     | A     | F     | G     | G     | G     | A     | G     | A     | CF    | 11 / 14         |
| Roland Garros    | A     | A     | CF    | G     | CF    | G     | F     | SF    | A     | A     | G     | G     | 3R    | A     | G     | A     | A     | 5 / 10          |
| Wimbledon        | A     | A     | CF    | 2R    | G     | F     | G     | SF    | A     | CF    | SF    | G     | F     | A     | SF    | A     | SF    | 3 / 12          |
| Ab. de EE. UU.   | A     | A     | SF    | G     | F     | 4R    | G     | A     | A     | CF    | G     | G     | A     | SF    | G     | A     | CF    | 5 / 11          |
| Participaciones  | 0 / 1 | 1 / 1 | 1 / 4 | 3 / 4 | 2 / 4 | 2 / 4 | 3 / 4 | 1 / 3 | 0 / 0 | 0 / 3 | 3 / 4 | 4 / 4 | 1 / 3 | 0 / 1 | 3 / 4 | 0 / 0 | 0 / 3 | 24 / 47         |

A = Ausente, no participó.

### Dobles
| Torneo           | 1959  | 1960  | 1961  | 1962  | 1963  | 1964  | 1965  | 1966  | 1967  | 1968  | 1969  | 1970  | 1971  | 1972  | 1973  | 1974  | 1975  | Participaciones |
| ---------------- | ----- | ----- | ----- | ----- | ----- | ----- | ----- | ----- | ----- | ----- | ----- | ----- | ----- | ----- | ----- | ----- | ----- | --------------- |
| Ab. de Australia | A     | F     | G     | G     | G     | F     | G     | F     | A     | SF    | G     | G     | G     | A     | G     | A     | F     | 8 / 13          |
| Roland Garros    | A     | A     | 3R    | F     | F     | G     | G     | G     | A     | A     | F     | SF    | SF    | A     | G     | A     | A     | 4 / 10          |
| Wimbledon        | A     | A     | F     | SF    | F     | G     | 3R    | F     | A     | CF    | G     | CF    | F     | A     | CF    | A     | CF    | 2 / 12          |
| Ab. de EE. UU.   | A     | A     | 2R    | CF    | G     | F     | A     | A     | A     | G     | F     | G     | A     | F     | G     | A     | G     | 5 / 10          |
| Participaciones  | 0 / 0 | 0 / 1 | 1 / 4 | 1 / 4 | 2 / 4 | 2 / 4 | 2 / 3 | 1 / 3 | 0 / 0 | 1 / 3 | 2 / 4 | 2 / 4 | 1 / 3 | 0 / 1 | 3 / 4 | 0 / 0 | 1 / 3 | 19 / 45         |

A = Ausente, no participó

### Dobles mixto
| Torneo           | 1959  | 1960  | 1961  | 1962  | 1963  | 1964  | 1965  | 1966  | 1967  | 1968  | 1969  | 1970  | 1971  | 1972  | 1973  | 1974  | 1975  | Participaciones |
| ---------------- | ----- | ----- | ----- | ----- | ----- | ----- | ----- | ----- | ----- | ----- | ----- | ----- | ----- | ----- | ----- | ----- | ----- | --------------- |
| Ab. de Australia | A     | A     | A     | A     | G     | G     | G     | SF    | A     | F     | G     | NC    | NC    | NC    | NC    | NC    | NC    | 4 / 6           |
| Roland Garros    | A     | A     | SF    | A     | G     | G     | G     | 3R    | A     | A     | G     | SF    | 3R    | A     | A     | A     | A     | 4 / 8           |
| Wimbledon        | A     | A     | SF    | A     | G     | F     | G     | G     | A     | G     | SF    | 2R    | A     | A     | F     | A     | G     | 5 / 10          |
| Ab. de EE. UU.   | A     | A     | G     | G     | G     | G     | G     | A     | A     | A     | G     | G     | A     | G     | F     | A     | SF    | 8 / 10          |
| Participaciones  | 0 / 0 | 0 / 0 | 1 / 3 | 1 / 1 | 4 / 4 | 3 / 4 | 4 / 4 | 1 / 3 | 0 / 0 | 1 / 2 | 3 / 4 | 1 / 3 | 0 / 1 | 1 / 1 | 0 / 2 | 0 / 0 | 1 / 2 | 21 / 34         |

A = Ausente, no participó
NC = No celebrado

## Ministerio
Court fue criada en la fe católica, pero se involucró en el Pentecostalismo a mediados de los años 1970. En 1983, obtuvo una calificación teológica del Rhema Bible Training Centre, y en 1991 fue ordenada como ministra independiente pentecostal. Posteriormente fundó un ministerio, conocido como Margaret Court Ministries. En 1995, fundó una iglesia pentecostal, conocida como Victory Life Centre in Perth. Todavía sirve como su pastor principal.